# NGC 4102
NGC 4102 (również PGC 38392 lub UGC 7096) – galaktyka spiralna z poprzeczką (SBb), znajdująca się w gwiazdozbiorze Wielkiej Niedźwiedzicy. Odkrył ją William Herschel 12 kwietnia 1789 roku. Jest to galaktyka z aktywnym jądrem typu LINER.
W galaktyce zaobserwowano supernową SN 1975E.